# Jean Gallon
Jean Gallon   (París, 25 de juny de 1878 - París, 23 de juny de 1959) va ser un compositor francès, director de cor i educador musical.
Com el seu germà Noël Gallon, va estudiar al Conservatori de París, on va ser deixeble d'Albert Lavignac en harmonia, Louis Diémer en piano, Paul Vidal en acompanyament i Charles Lenepveu en composició.
Va ser nomenat mestre de cor a Saint-Merri el 1894, després a Saint-Philippe-du-Roule el 19033. Entre 1906 i 1914, va dirigir els cors de la "Société des concerts du Conservatoire", i, de 1909 a 1914, els cors de l'Òpera de París.
Entre 1919 i 1949, Jean Gallon va ser professor d'harmonia al Conservatori de París, on va formar molts músics. Va ser el primer a introduir a les seves lliçons desenvolupaments heretats de Fauré, Debussy i Ravel. Va publicar exercicis d'harmonia per al Conservatori i, com a compositor, és autor d'un ballet presentat el 1914, Hansli le bossu, escrit amb el seu germà Noël Gallon1. També va compondre una Missa a quatre veus, orquestra i orgue (1898), Sis antífones per a orquestra de corda i orgue (1899), música de cambra i melodies.
Les obres de Jean Gallon són poques, però d'"alta qualitat i artesania elegant" segons Alain Louvier, que elogia especialment les peces sagrades del compositor.
Coma professor va ensenyar a músics tan destacats com:
- Elsa Jacqueline Barraine,
- Paul Bonneau,
- Henri Challan,
- Georges Dandelot,
- Jean-Yves Daniel-Lesur,
- Jeanne Demessieux,
- Pierre Derveaux,
- Maurice Duruflé,
- Henri Dutilleux,
- Ulvi Cemal Erkin,
- Jean Hubeau,
- Paule Maurice,
- Olivier Messiaen,
- Jean Rivier,
- Pierre Sancan,
- Paul Tortelier,
- Yvonne Lephay-Belthoise.